# Girls Fall Like Dominoes
«Girls Dall Like a Dominoes» (в переводе с англ. — «Девушки падают словно домино») — песня американской рэп-исполнительницы Ники Минаж из делюкс-издания её альбома Pink Friday. Песня была выпущена в качестве седьмого сингла в Великобритании и Австралии в апреле 2011 года.
В песне содержится семпл из песни «Dominoes» группы The Big Pink. Песня написана самой Минаж в соавторстве с J.R Rotem, который также является продюсером песни. Песня получила положительные отзывы от критиков.

## История
Изначально песня была выпущена в качестве бонус-трека к альбому Pink Friday в Новой Зеландии и Японии, а также в американском iTunes.
В песне Минаж читает о том, что своим стилем она может сравнится с мужчинами-рэперами, а также сравнивает себя с другими женщинами в индустрии развлечений, такими как Рианна, Бейонсе, Мэрайа Кэри, Сиара, Мадонна, Анджелина Джоли и многими другими.

### Релиз
Песня была выпущена для покупки в iTunes Австралии и Новой Зеландии 11 апреля 2011 года, а 15 апреля песня прозвучала на радио Великобритании. Песня, изначально выпущенная в качестве бонус-трека, была включена в переиздание альбома, выпущенное в Великобритании в марте 2011 года, вместе с песней «Super Bass», которая также являлась бонус-треком. Спустя некоторое время, песня была добавлена в цифровое издание альбома во всех странах.

## Коммерческий приём
Сингл дебютировал на 54 позиции в чарте Великобритании. Спустя две недели сингл поднялся до 24 позиции в данном чарте. Сингл также достиг восьмой строчки в чарте R&B-песен и Urban-чарте Великобритании. Сингл достиг 28 строчки в чарте Ирландии и 27 строчки в чарте Шотландии.

## Чарты
| Чарт (2011)                         | Высшая позиция |
| ----------------------------------- | -------------- |
| Австралия (ARIA)                    | 99             |
| Австралия (Urban)                   | 30             |
| Ирландия (IRMA)                     | 28             |
| Новая Зеландия (Recorded Music NZ)  | 13             |
| Шотландия (OCC Scotland)            | 27             |
| Великобритания (OCC UK Singles)     | 24             |
| Великобритания (OCC UK Hip Hop/R&B) | 8              |

## История релиза
| Страна         | Дата           | Формат              |
| -------------- | -------------- | ------------------- |
| Австралия      | 11 апреля 2011 | Цифровая загрузка   |
| Новая Зеландия | 11 апреля 2011 | Цифровая загрузка   |
| Великобритания | 13 апреля 2011 | Радио (BBC Radio 1) |
| Великобритания | 15 апреля 2011 | Цифровая загрузка   |